# هوانگ بو-روم-بیول
هوانگ بو-روم-بیول (کره‌ای: 황보름별؛ زادهٔ ۲۱ دسامبر ۱۹۹۹) بازیگر و مدل اهل کره جنوبی است. او حرفهٔ بازیگری خود را از طریق ایفای نقش در سریال اینترنتی در ناور به نام دنیای هفده سالگی من آغاز کرد.

## فیلم‌شناسی

### فیلم
| سال  | عنوان          | نقش  | توضیحات    | منابع |
| ---- | -------------- | ---- | ---------- | ----- |
| ۲۰۲۰ | Departure, Sun | سونی | فیلم کوتاه | [ ۳ ] |

### مجموعه‌های اینترنتی
| سال  | عنوان                    | نقش           | توضیحات                | منابع |
| ---- | ------------------------ | ------------- | ---------------------- | ----- |
| ۲۰۲۰ | دنیای ۱۷ سالگی من        | ایم یو-نا     | نقش اصلی               | [ ۴ ] |
| ۲۰۲۰ | می‌تونم وارد شم؟          | الکس سو-کیونگ | نقش اصلی               | [ ۵ ] |
| ۲۰۲۱ | ارزششو نداره             | جی-اون        | حضور افتخاری (قسمت ۱۱) |       |
| ۲۰۲۱ | دنیای ۱۷ سالگی من: فصل ۲ | ایم یو-نا     | نقش مکمل               | [ ۶ ] |

### مجموعه‌های تلویزیونی
| سال  | عنوان      | نقش             | توضیحات               | منابع |
| ---- | ---------- | --------------- | --------------------- | ----- |
| ۲۰۲۱ | مدرسه ۲۰۲۱ | کانگ سو-یونگ    | نقش اصلی              | [ ۷ ] |
| ۲۰۲۲ | سی و نه    | دانشجوی بازیگری | حضور افتخاری (قسمت ۳) |       |
| ۲۰۲۲ | ام عزیز    | چوی رو-سا       | نقش مکمل              | [ ۸ ] |

## جوایز و نامزدی‌ها
| سال  | مراسم جوایز                     | دسته                     | اثر نامزد شده | نتیجه    | منابع |
| ---- | ------------------------------- | ------------------------ | ------------- | -------- | ----- |
| ۲۰۲۱ | سی و پنجمین جوایز درامای کی‌بی‌اس | بهترین بازیگر تازه‌کار زن | مدرسه ۲۰۲۱    | نامزدشده | [ ۹ ] |